# ذراع الدار (فرع العدين)

تعديل مصدري - تعديل

ذراع الدار محلة تابعة لقرية المحاددين، التابعة لعزلة المزاحن بمديرية فرع العدين إحدى مديريات محافظة إب في الجمهورية اليمنية، بلغ تعداد سكانها 552 حسب تعداد اليمن لعام 2004.